# Les Mason
Les Mason (McPherson County, Kansas 11 de octubre de 1954 - Wichita, Kansas 3 de junio de 2024)fue un político estadounidense. Se desempeñó como miembro republicano por el distrito 73 en la Cámara de Representantes de Kansas desde 2014 hasta 2024.

## Biografía
Estuvo casado con Kala Mason. Mason falleció el 3 de junio de 2024, a los 69 años debido a un aneurisma cerebral. Su fallecimiento llevó a la gobernadora Laura Kelly a emitir una orden ejecutiva para bajar las banderas a media asta en todas las propiedades estatales hasta su entierro.